# Miles Ahead
Miles Ahead è un album di Miles Davis con l'orchestra di Gil Evans pubblicato nel 1957 dalla Columbia Records.
Fu questo il primo album registrato assieme da Davis e Evans, che avrebbero poi proseguito il loro sodalizio con album quali Porgy and Bess e Sketches of Spain. Gil Evans strutturó i dieci brani che compongono l'album in una specie di suite, senza interruzioni tra le tracce. Davis, insolitamente al flicorno è l'unico solista in Miles Ahead, arrangiato con una caratteristica sezione di corni.
Nell'ultima sessione di registrazione Davis corresse alcuni pezzi con sovraincisioni che sono abbastanza evidenti nell'attuale versione stereofonica (l'originale era monofonico).
La riedizione ha take alternativi di Springsville, Miles Ahead una prova completa di The Meaning of the Blues, Lament e I Don't Wanna Be Kissed (By Anyone But You). Nell'alternate take di Springville, sulla riedizione, si sente brevemente Wynton Kelly al piano. La presenza di Kelly (per una decina di secondi negli alternate e forse per cinque sul master) per questo disco non fu accreditata fino alla riedizione.
L'album è stato premiato con la Grammy Hall of Fame Award 1994.

## Tracce
1. Springsville (Carisi)
2. The Maids of Cadiz (Delibes)
3. The Duke (Dave Brubeck)
4. My Ship (Gershwin/Weill)
5. Miles Ahead (Davis/Evans)
6. Blues for Pablo (Evans)
7. New Rhumba (Jamal)
8. The Meaning of the Blues (Troup/Worth)
9. Lament (J.J. Johnson)
10. I Don't Wanna Be Kissed (By Anyone But You) (Elliott/Spina)

## Formazione
- Gil Evans - direzione e arrangiamenti
- Miles Davis - flicorno)
- Bernie Glow - prima tromba
- Ernie Royal,  Louis Mucci, Taft Jordan, e John Carisi - trombe
- Frank Rehak, Jimmy Cleveland, e Joe Bennett - tromboni
- Tom Mitchell - trombone basso
- Willie Ruff e Tony Miranda - corni con Jimmy Buffington al posto di Miranda in una sessione
- Bill Barber - tuba
- Lee Konitz - sax contralto
- Danny Bank - clarinetto basso
- Romeo Penque e Sid Cooper - flauto traverso e clarinetto, con Edwin Caine al posto di Cooper in una sessione
- Paul Chambers - contrabbasso
- Art Taylor - batteria

## Curiosità
- Davis non era contento della prima versione della copertina del disco, che mostrava la foto di una ragazza bianca su una barca a vela. Chiese quindi al dirigente della Columbia George Avakian: «Perché avete messo quella troia bianca in copertina?»[3] Avakian disse poi che si trattava solo di una domanda scherzosa, comunque, per le successive ristampe dell'album, la foto originale di copertina venne sostituita da un'immagine di Davis stesso alla tromba.